# Guangzhou International Women's Open 2011
Il  Guangzhou International Women's Open 2011 (chiamato anche WANLIMA Guangzhou International Women's Open per ragioni di sponsor) è stato un torneo di tennis giocato sul cemento all'aperto. È stata l'8ª edizione del torneo che fa parte della categoria International nell'ambito del WTA Tour 2011. Il torneo si è giocato a Canton, in Cina dal 17 al 24 di settembre.

## Partecipanti

### Teste di serie
| Giocatrice           | Nazionalità | Ranking* | Testa di serie |
| -------------------- | ----------- | -------- | -------------- |
| Marija Kirilenko     | Russia      | 28       | 1              |
| Jarmila Gajdošová    | Australia   | 30       | 2              |
| Ksenija Pervak       | Russia      | 52       | 3              |
| Petra Martić         | Croazia     | 54       | 4              |
| Bojana Jovanovski    | Serbia      | 56       | 5              |
| Alberta Brianti      | Italia      | 58       | 6              |
| Chanelle Scheepers   | Sudafrica   | 69       | 7              |
| Magdaléna Rybáriková | Slovacchia  | 72       | 8              |

- Ranking al 12 di settembre 2011

### Altre partecipanti
Giocatrici che hanno ricevuto una Wild card:
- Jing-Jing Lu
- Sun Shengnan
- Zheng Saisai

Giocatrici passate dalle qualificazioni:

- Zarina Dijas
- Hsieh Su-wei
- Xu Yifan
- Zhao Yi-Jing

## Campionesse

### Singolare
Chanelle Scheepers ha sconfitto in finale  Magdaléna Rybáriková per 6–2, 6–2.
- È stato il 1º titolo in carriera per Chanelle Scheepers.

### Doppio
Hsieh Su-wei /  Zheng Saisai hanno sconfitto in finale  Chan Chin-wei /  Han Xinyun per 6–2, 6–1.